# Vicente Fidel López
Pour les articles homonymes, voir Vicente López.
Vicente Fidel López (Buenos Aires, 1815 – id., 1903) était un historien, avocat, juriste, universitaire et homme politique argentin.

## Biographie
Fils de Vicente López y Planes, éphémère président de la république argentine et auteur des paroles de l’hymne national, Vicente Fidel López fréquenta le salon littéraire de Marcos Sastre et adhéra au groupe Génération de 37, aux côtés de Domingo Faustino Sarmiento, Esteban Echeverría et Juan Bautista Alberdi. Opposant du dictateur Juan Manuel de Rosas, il dut émigrer, en Uruguay d’abord, puis au Chili, où il s’établit entre 1840 et 1853. Il y fonda, en collaboration avec Sarmiento, un collège, qu’ils nommèrent El Liceo, où vint notamment enseigner l’illustre penseur chilien Francisco Bilbao. Il créa d’autre part une revue culturelle intitulée Valparaíso.
De retour en Argentine après l’effondrement de la dictature rosiste, il devint ministre de son père, qui avait été élu gouverneur de la province de Buenos Aires. Il se signala alors par sa brillante défense de l’accord de San Nicolás, préfiguration de la constitution argentine de 1853, sous lequel il apposa sa signature pour la province de Buenos Aires, mais que celle-ci refusa par la suite de ratifier. Il prit part du reste à l’assemblée constituante de 1853.
Entre 1871 et 1877, il dirigea, conjointement avec Juan María Gutiérrez et l'Uruguayen Andrés Lamas, la Revista del Río de la Plata. Considéré comme l’un des juristes argentins les plus éminents de son époque, il sera recteur de l’université de Buenos Aires entre 1873 et 1876.
Il fut député national entre 1876 et 1879, et ministre de l’Économie de Carlos Pellegrini entre août 1890 et juin 1892.
En 1882, il eut, à l’occasion de la parution de la troisième édition de Historia de Belgrano de Bartolomé Mitre, un célèbre débat avec celui-ci à propos de l’Histoire de l’Argentine, qui donnera lieu à la publication par López en 1882 des deux volumes de son Debate histórico. Refutaciones a las comprobaciones históricas sobre la historia de Belgrano. Dans le même domaine, on lui doit également une Introducción a la historia de la República Argentina et La Revolución Argentina (en trois tomes), tous deux de 1881, et les dix volumes de son Historia de la República Argentina, parus entre 1883 et 1893, dans lesquels sont analysés l’origine, l’évolution et le développement politique de ce pays jusqu’à l’année 1852. Le travail d’historien de López apparaît axé sur de grandes idées générales, dégageant des similitudes et des analogies, plutôt qu’il ne s’efforce de mettre en œuvre des critères scientifiques rigoureux.
Membre actif de la franc-maçonnerie argentine, il impulsa résolument l’industrialisation de son pays.